# Jan Knapik (pedagog)

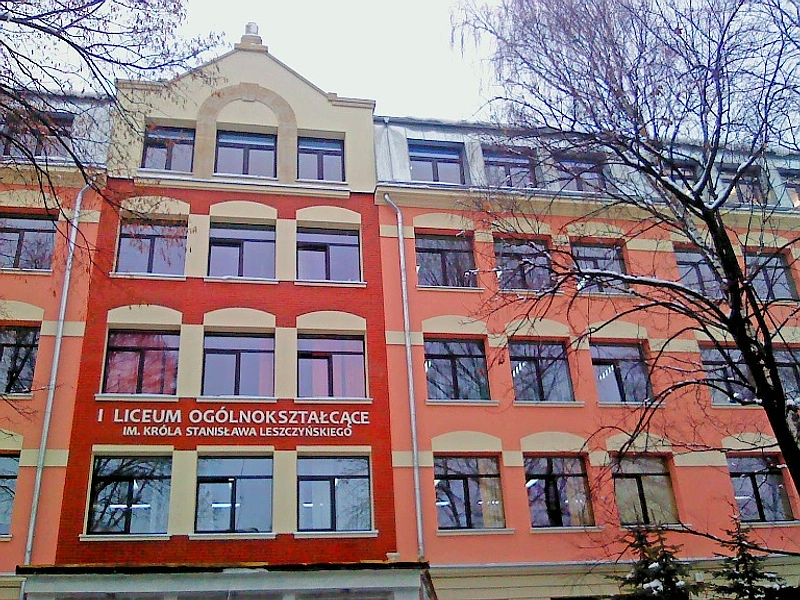
I Liceum Ogólnokształcące w Jaśle

Jan Knapik (ur. 9 lipca 1904 w Bączalu Górnym, zm. 16 czerwca 1971 w Jaśle) – polski nauczyciel, magister filozofii, pedagog i historyk, działacz społeczny i oświatowy. 

## Życiorys

### Lata młodości
Urodził się 9 lipca 1904 w Bączalu Górnym jako syn Ludwika i Anny. Chrzest św. z rąk ks. kanonika Teofila Biesiadzkiego przyjął w miejscowym kościele parafialnym św. Mikołaja. Ukończył Szkołę Powszechną w Bączalu Dolnym, a następnie podjął naukę w Państwowym Gimnazjum im. Króla Stanisława Leszczyńskiego w Jaśle. Po złożeniu egzaminu maturalnego (1925) rozpoczął studia wyższe na Wydziale Humanistycznym Uniwersytetu Jana Kazimierza we Lwowie, które ukończył w 1934 zdobywając tytuł magistra filozofii.

### Kariera pedagogiczna
Po krótkiej przerwie rozpoczął pracę jako nauczyciel w Konopiskach koło Częstochowy. W roku szkolnym 1937/1938 został przeniesiony w charakterze nauczyciela kontraktowego do Bączala Dolnego, gdzie od 1927 pracowała jego żona - Julia Knapikowa. 17 maja 1938 złożył egzamin praktyczny i stał się nauczycielem kwalifikowanym tejże placówki oświatowej. Podczas II wojny światowej, od roku szkolnego 1940/1941 piastował stanowisko kierownika Szkoły Powszechnej w Bączalu Dolnym. Dał się poznać jako dobry pedagog, troszczący się o swoich uczniów i podwładnych oraz o kondycję finansową szkoły. W 1942 przyczynił się do erygowania szkoły w Opaciu będącej filią Szkoły Powszechnej w Bączalu Dolnym. W związku z pełnioną funkcją podjął inicjatywę prowadzenia nauki w konspiracji i organizowania tajnego nauczania. Prowadził naukę poza budynkiem szkolnym. Został odznaczony "Honorową Odznaką ZNP za Tajne Nauczanie". Pracę w Bączalu Dolnym zakończył 30 czerwca 1945. W tym okresie był nauczycielem późniejszych naukowców, w tym m.in.: prof. dra hab. Mariana Cichonia, prof. dra hab. Jerzego Bartmińskiego, dra Bronisława Syzdka i ks. prałata Stanisława Bartmińskiego. Został awansowany jako nauczyciel historii i geografii do Państwowego Gimnazjum i Liceum im. Króla Stanisława Leszczyńskiego w Jaśle. Jako profesor gimnazjalny w Jaśle przepracował dwadzieścia pięć lat, do 1970.

### Emerytura
Przeszedł na emeryturę z powodu pogarszającego się stanu zdrowia. W tym okresie intensywnie brał udział w wydarzeniach kulturalnych i oświatowych na terenie Jasła. Zmarł wkrótce – 16 czerwca 1971 i został pochowany w grobowcu rodzinnym na Starym Cmentarzu w Jaśle.

## Medale i odznaczenia
- Honorowa Odznaka ZNP za Tajne Nauczanie,